# FF Nîmes Métropole Gard
Der Football Féminin Nîmes Métropole Gard oder kurz FFNMG ist ein Frauenfußballverein aus dem südfranzösischen Nîmes, im Département Gard gelegen.

## Geschichte
Die Geschichte des Vereins begann 1995 mit der Gründung einer Frauenfußballabteilung beim Football Club aus Jonquières. Diese machte sich 2002 als Football Féminin Redessan Nîmes Métropole selbständig. 2012 erfolgte der Umzug der Fußballerinnen von Redessan nach Nîmes; dieser Schritt war mit der Annahme des heutigen Vereinsnamens verbunden. Im selben Jahr ist FFNMG eine Partnerschaft mit dem Profiklub Olympique Nîmes eingegangen, ohne seine Selbständigkeit bisher aufgegeben zu haben; diese Kooperation ermöglicht den Frauen die Nutzung der Infrastruktur von Olympique, insbesondere der Trainingseinrichtungen.
Die Vereinsfarben waren als Abteilung des FC Jonquières Schwarz-Rot, anschließend von 2002 bis 2012 Blau und Weiß; dann übernahmen die Frauen des FFNMG das Rot-Weiß ihres Partnerklubs Olympique und tragen zudem auch dessen Krokodil in ihrem neuen Vereinswappen. Die Ligaelf nutzt für ihre Heimspiele das Stade du Mas Praden in der unmittelbar östlich angrenzenden Gemeinde Marguerittes, das über eine Kapazität von rund 1.000 Plätzen verfügt, das Stade de la Bastide in Nîmes oder für Begegnungen, zu denen größeres Zuschauerinteresse erwartet werden kann – wie das Nachbarschaftsderby gegen den HSC Montpellier im August 2015 –, das Stade des Costières.

## Ligazugehörigkeit und Erfolge
Bis 2006 spielte die erste Frauschaft des Vereins in der regionalen Division d’Honneur und ab dann in einer Gruppe der dritten Liga; ihr Palmarès verzeichnet in diesen frühen Jahren immerhin drei Siege (2000 bis 2002) im interdépartementalen Pokalwettbewerb von Gard und Lozère. 2010 gelang die Qualifikation für die Division 2 Féminine, in der sie bis 2015 vertreten ist. 2014 war der FF Nîmes Métropole Gard als Gruppenzweiter hinter der ASPTT Albi am Aufstieg in die Division 1 Féminine gescheitert; zwölf Monate später stand er dann allerdings sogar vorzeitig rechnerisch als Erstligaaufsteiger fest.
Im 2001 eingeführten Landespokalwettbewerb erreichten Nîmes' Frauen erstmals 2008/09 die landesweite Hauptrunde, in der sie aber – wie auch in den beiden folgenden Jahren – im Sechzehntelfinale ausschieden. Später endeten die Pokalträume bis einschließlich der Spielzeit 2014/15 sogar spätestens im Zweiunddreißigstelfinale.

## Bekannte ehemalige und aktuelle Spielerinnen
Bis in die frühen 2010er Jahre trugen ganz überwiegend Spielerinnen aus der Region den Dress des Vereins. Ab dann kamen zunehmend auch Frauen, die zuvor beim „großen Nachbarn“ HSC Montpellier gespielt hatten, so beispielsweise 2013 Zohra Ayachi und die für Algerien aktive Nora Hamou Maamar. 2014 wechselten mit Ludivine Diguelman und Élodie Ramos zwei routinierte, ehemalige A-Nationalspielerinnen sowie mit Marine Pervier eine U-20-Ex-Internationale von Montpellier nach Nîmes. Andererseits ist der FFNMG vom französischen Fußballverband für seine gute Nachwuchsarbeit seit 2012 jährlich mit dem Label École de foot („Fußballschule“) ausgezeichnet worden.